# Депуринизация
Депуринизация представляет собой химическую реакцию пуриндезоксирибонуклеозидов, дезоксиаденозина и дезоксигуанозина и рибонуклеозидов, аденозина или гуанозина, в которой гидролитически расщепляется β-N-гликозидная связь с высвобождением нуклеинового основания, аденина или гуанина, соответственно. Вторым продуктом депуринизации дезоксирибонуклеозидов и рибонуклеозидов является сахар, 2'- дезоксирибоза и рибоза соответственно. Более сложные соединения, содержащие нуклеозидные остатки, нуклеотиды и нуклеиновые кислоты, также могут быть подвержены  депуринизации. Дезоксирибонуклеозиды и их производные значительно более склонны к депуринизации, чем их соответствующие рибонуклеозидные аналоги. Потеря пиримидиновых оснований (цитозин и тимин) происходит по сходному механизму, но со значительно меньшей скоростью.

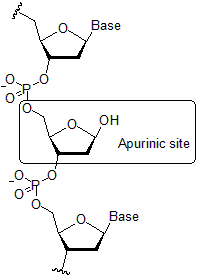
Рис. 1. Химическая структура апуринового сайта, присутствующего во фрагменте одноцепочечной ДНК.

Когда происходит депуринизация ДНК, это приводит к образованию апуринового сайта и изменению структуры. По оценкам исследований, в типичной человеческой клетке ежедневно таким образом теряется до 5000 пуринов. В клетках одной из основных причин депуринизации является наличие эндогенных метаболитов, вступающих в химические реакции. Апуриновые сайты в двухцепочечной ДНК эффективно восстанавливаются частями пути эксцизионной репарации оснований (BER). Депуринированные основания в одноцепочечной ДНК, подвергающейся репликации, могут привести к мутациям, потому что в отсутствие информации от комплементарной цепи BER может добавить неправильное основание в апуриновый сайт, что приведёт к переходной или трансверсионной мутации.
Известно, что депуринизация играет важную роль в возникновении рака.
Гидролитическая депуринизация — одна из основных форм повреждения древней ДНК в ископаемом или субфоссильном материале, поскольку основание остаётся невосстановленным. Это приводит как к потере информации (последовательности оснований), так и к трудностям в восстановлении и репликации in vitro повреждённой молекулы с помощью полимеразной цепной реакции.

## Химия реакции
Депуринизация не является редкостью, потому что пурин является хорошей уходящей группой через 9N-азот (см. структуру пурина ). Кроме того, аномерный углерод особенно активен в отношении нуклеофильного замещения (эффективно делая связь углерод-кислород короче, прочнее и полярнее, а связь углерод-пурин делает длиннее и слабее). Это делает связь особенно восприимчивой к гидролизу.
В химическом синтезе олигонуклеотидов депуринизация является одним из основных факторов, ограничивающих длину синтетических олигонуклеотидов.

## Использованная литература
1. ↑  Lindahl, T. (22 апреля 1993). Instability and decay of the primary structure of DNA. Nature. 362 (6422): 709–715. Bibcode:1993Natur.362..709L. doi:10.1038/362709a0. ISSN 0028-0836. PMID 8469282.
2. ↑  Carr, Steven M. Depurination produces transversion mutations. www.mun.ca/biology/scarr. Memorial University of Newfoundland (2009). Дата обращения: 19 августа 2010. Архивировано 22 августа 2017 года.
3. ↑  Cavalieri, E. (2012). Mechanism of DNA depurination by carcinogens in relation to cancer initiation. IUBMB Life. 64 (2): 169–179. doi:10.1002/iub.586. PMID 22162200.
4. ↑  Le Proust, E. M. (2010). Synthesis of high-quality libraries of long (150mer) oligonucleotides by a novel depurination controlled process. Nucleic Acids Res. 38 (8): 2522–2540. doi:10.1093/nar/gkq163. PMID 20308161.

- Hartwell, Leland. Genetics: From Genes to Genomes / Leland Hartwell, Leroy Hood, Michael L. Goldberg … [и др.]. — 2nd. — New York, NY : McGraw-Hill, 2004. — ISBN 978-0-07-291930-1.
- Weinberg, Robert Allan. The Biology of Cancer. — 1st. — Garland Science, 2006. — ISBN 978-0-8153-4076-8.
- Alberts, Bruce. Molecular Biology of the Cell / Bruce Alberts, Alexander Johnson, Julian Lewis … [и др.]. — 4th. — New York, NY : Garland Science, 2002. — ISBN 978-0-8153-3218-3.